# 케렌 (가수)
케렌(2006년 ~ )은 대한민국의 가수다.

## 방송
- 소년 소녀 연애하다 (2023)
- 걸스 온 파이어 (2024) - 9위

## 음반
- A Traveler’s Guide to a Place Called Idyllville (2024)